# Remixes 81–04
Remixes 81-04 är ett album från synthgruppen Depeche Mode från 2004. 

## Låtlista
Samtliga sånger är komponerade av Martin Gore, utom "Shout!", "Just Can't Get Enough" och "Photographic" av Vince Clarke.

### Remixes 81–04 / LCDMUTE L8
- one-disc edition

1. "Never Let Me Down Again [Split Mix]" (9:32) (Depeche Mode & Dave Bascombe, 1987)
2. "Personal Jesus [Pump Mix]" (7:47) (François Kevorkian, 1989)
3. "Barrel of a Gun [Underworld Hard Mix]" (9:36) (1997)
4. "Route 66 [Beatmasters Mix]" (6:18) (1987)
5. "Useless [The Kruder + Dorfmeister Session]" (9:06) (1997)
6. "In Your Room [The Jeep Rock Mix]" (6:19) (Johnny Dollar with Portishead, 1994)
7. "Home [Air "Around The Golf" Remix]" (3:55) (1997)
8. "Strangelove [Blind Mix]" (6:32) (Daniel Miller & Rico Conning, 1987)
9. "I Feel You [Renegade Soundwave Afghan Surgery Mix]" (4:57) (1993)
10. "Just Can't Get Enough [Schizo Mix]" (6:45) (Depeche Mode & Daniel Miller, 1981)
11. "Halo [Goldfrapp Remix]" (4:22) (2004)
12. "Enjoy the Silence Reinterpreted" (3:32) (Mike Shinoda, 2004)

### Remixes 81–04 / CDMUTEL8
- – utgåva med två skivor

Skiva 1
1. "Never Let Me Down Again" (Split Mix) – 9:31 (Depeche Mode & Dave Bascombe, 1987)
2. "Policy of Truth" (Capitol Mix) – 8:00 (François Kevorkian, 1990)
3. "Shout!" (Rio Remix) – 7:29 (Depeche Mode & Daniel Miller, 1981)
4. "Home" (Air 'Around the Golf' Remix) – 3:55 (Air, 1997)
5. "Strangelove" (Blind Mix) – 6:32 (Daniel Miller & Rico Conning, 1987)
6. "Rush" (Spiritual Guidance Mix) – 5:27 (Jack Dangers, 1993)
7. "I Feel You" (Renegade Soundwave Afghan Surgery Mix) – 4:57 (Renegade Soundwave, 1993)
8. "Barrel of a Gun" (Underworld Hard Mix) – 9:36 (Underworld, 1997)
9. "Route 66" (Beatmasters Mix) – 6:18 (Beatmasters, 1987)
10. "Freelove" (DJ Muggs Remix) – 4:24 (DJ Muggs, 2001)
11. "I Feel Loved" (Chamber's Remix) – 6:17 (Chamber, 2001)
12. "Just Can't Get Enough" (Schizo Mix) – 6:45 (Depeche Mode & Daniel Miller, 1981)

Skiva 2
1. "Personal Jesus" (Pump Mix) – 7:47 (François Kevorkian, 1989)
2. "World in My Eyes" (Mode to Joy) – 6:28 (Jon Marsh, 1990)
3. "Get the Balance Right!" (Combination Mix) – 7:56 (Depeche Mode & Daniel Miller, 1983)
4. "Everything Counts" (Absolut Mix) – 6:02 (Alan Moulder, 1989)
5. "Breathing in Fumes" – 6:05 (Depeche Mode, Daniel Miller & Gareth Jones, 1986)
6. "Painkiller" (Kill the Pain DJ Shadow vs. Depeche Mode) – 6:29 (DJ Shadow, 1998)
7. "Useless" (The Kruder + Dorfmeister Session™) – 9:06 (Kruder & Dorfmeister, 1997)
8. "In Your Room" (The Jeep Rock Mix) – 6:19 (Jonny Dollar with Portishead, 1994)
9. "Dream On" (Dave Clarke Acoustic Version) – 4:23 (Dave Clarke, 2001)
10. "It's No Good" (Speedy J Mix) – 5:02 (Speedy J, 1997)
11. "Master and Servant" (An ON-USound Science Fiction Dance Hall Classic) – 4:35 (Adrian Sherwood, 1984)
12. "Enjoy the Silence" (Timo Maas Extended Mix) – 8:41 (Timo Maas, 2004)

### Remixes 81···04 / XLCDMUTEL8
- – utgåva med tre skivor
- Skiva 1 och 2 är desamma som utgåvan med två skivor ovan

Skiva 3
1. "A Question of Lust" (Remix) – 5:08 (Flood, 1986)
2. "Walking in My Shoes" (Random Carpet Mix (Full Length)) – 8:37 (William Orbit, 1993)
3. "Are People People?" – 4:28 (Adrian Sherwood, 1984)
4. "World in My Eyes" (Daniel Miller Mix) – 4:37 (Daniel Miller, 1990)
5. "I Feel Loved" (Danny Tenaglia's Labor of Love Dub (Edit)) – 11:21 (Danny Tenaglia, 2001)
6. "It's No Good" (Club 69 Future Mix) – 8:50 (Club 69, 1997)
7. "Photographic" (Rex the Dog Dubb Mix) – 6:20 (Rex the Dog, 2004)
8. "Little 15" (Ulrich Schnauss Remix) – 4:52 (Ulrich Schnauss, 2004)
9. "Nothing" (Headcleanr Rock Mix) – 3:30 (Headcleanr, 2004)
10. "Lie to Me" ('The Pleasure of Her Private Shame' Remix by LFO) – 6:33 (LFO, 2004)
11. "Clean" (Colder Version) – 7:09 (Colder, 2004)
12. "Halo" (Goldfrapp Remix) – 4:22 (Goldfrapp, 2004)
13. "Enjoy the Silence" (Reinterpreted) – 3:32 (Mike Shinoda of Linkin Park, 2004)

### Remixes 81····04 / MUTEL8
- – utgåva med sex LP

### Remixes 81···04 Rare Tracks / ZMUTEL8
- – digital nedladdning

1. "Behind the Wheel/Route 66" (Megamix) – 7:51 (Ivan Ivan, 1987)
2. "Dream On" (Morel's Pink Noise Club Mix) – 7:45 (Richard Morel, 2001)
3. "Master and Servant" (U.S. Black and Blue Version) – 8:04 (Joseph Watt, 1984)
4. "Nothing" (Justin Strauss Mix) – 7:05 (Justin Strauss, 1989)
5. "People Are People" (Special Edition ON-USound Remix) – 7:33 (Adrian Sherwood, 1984)
6. "Little 15" (Bogus Brothers Mix) – 6:11 (Bogus Brothers, 2004)
7. "Freelove" (Josh Wink Dub) – 8:51 (Josh Wink, 2004)
8. "Personal Jesus" (Kazan Cathedral Mix) – 4:18 (François Kevorkian, 1989)
9. "But Not Tonight" (Extended Remix) – 5:15 (Robert Margouleff, 1986)
10. "But Not Tonight" (Margouleff Dance Mix) – 6:08 (Robert Margouleff, 2004)
11. "Freelove" (Powder Productions Remix) – 7:58 (Powder Productions, 2001)
12. "Slowblow" (Mad Professor Mix) – 5:25 (Mad Professor, 1997)
13. "Rush" (Black Sun Mix) – 6:02 (Coil, 1994)

### Remixes 81–04 A Continuous Mix by Mount Sims / PRO-CD-101442
- – endast promotion

1. "Megamix (A Continuous Mix)" – 10:19 (Mount Sims, 2004)

## Singlar
1. "Enjoy the Silence 04" (October 2004)